# Angela's Love Theme
Angela's Love Theme é um compacto duplo do cantor e compositor Dick Danello com Magnetic Sounds (AKA Os Carbonos), de 1974. Todas as músicas do EP fizeram parte da trilha sonora do filme Sinal Vermelho - as Fêmeas, de Fauzi Mansur.

## Faixas
| N.º            | Título                               | Duração |  |
| 1.             | "Angela's Love Theme" (Dick Danello) | 2:52    |  |
| 2.             | "Red Signal" (Dick Danello)          | 2:59    |  |
| 3.             | "Sweet Woman" (Dick Danello)         | 4:27    |  |
| 4.             | "Blue Flag" (Dick Danello)           | 2:46    |  |
| Duração total: | Duração total:                       | 12:24   |  |

## Banda
- Dick Danello: idealização, composição e produção
- Os Carbonos: todos os instrumentos